# August Macke

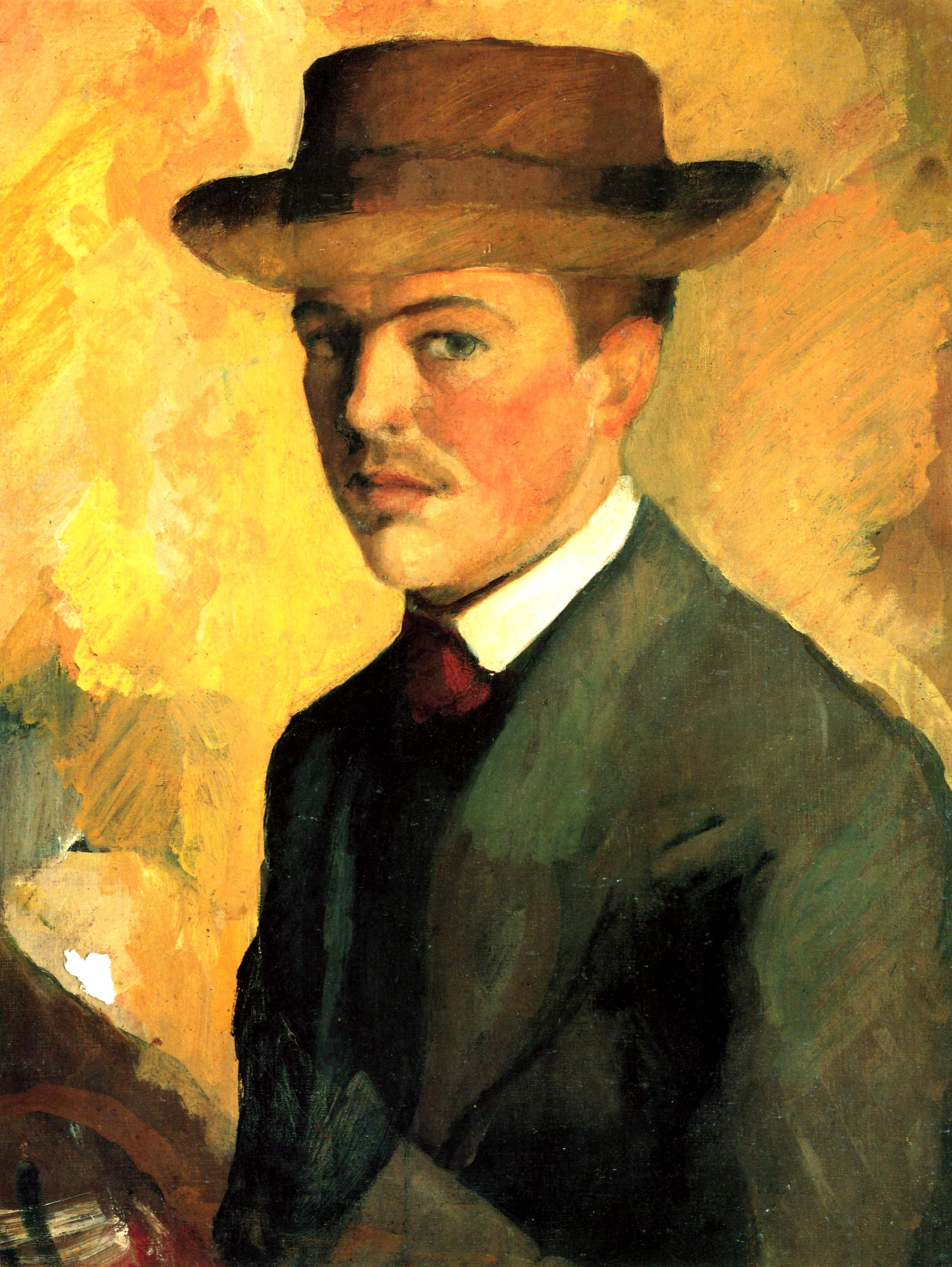
Selbstporträt mit Hut (1909)

August Robert Ludwig Macke (* 3. Januar 1887 in Meschede, Sauerland; † 26. September 1914 bei Perthes-lès-Hurlus, Champagne) war einer der bekanntesten deutschen Maler des Expressionismus. Er beteiligte sich an den beiden Ausstellungen des Blauen Reiters.
In rund zehn Jahren schuf Macke ein Werk, das sich unter dem Einfluss der vielfältigen Kunstströmungen der Zeit zunächst stilistisch rasch wandelte. Der persönliche Stil, zu dem er schließlich fand und der heute als typisch für Macke empfunden wird, ist geprägt durch die Beschäftigung mit der Wirkung des Lichts und durch die Verwendung reiner, leuchtender, harmonierender Farben. Die Gemälde wirken heiter und leicht, alles Tragische ist ihnen fremd. „Seine Bilder befriedigen die Sehnsucht nach positiven Bildern einer intakten Welt, dem Gleichklang des Menschen mit den Dingen, die ihn umgeben.“

## Leben

### Herkunft und Schulzeit

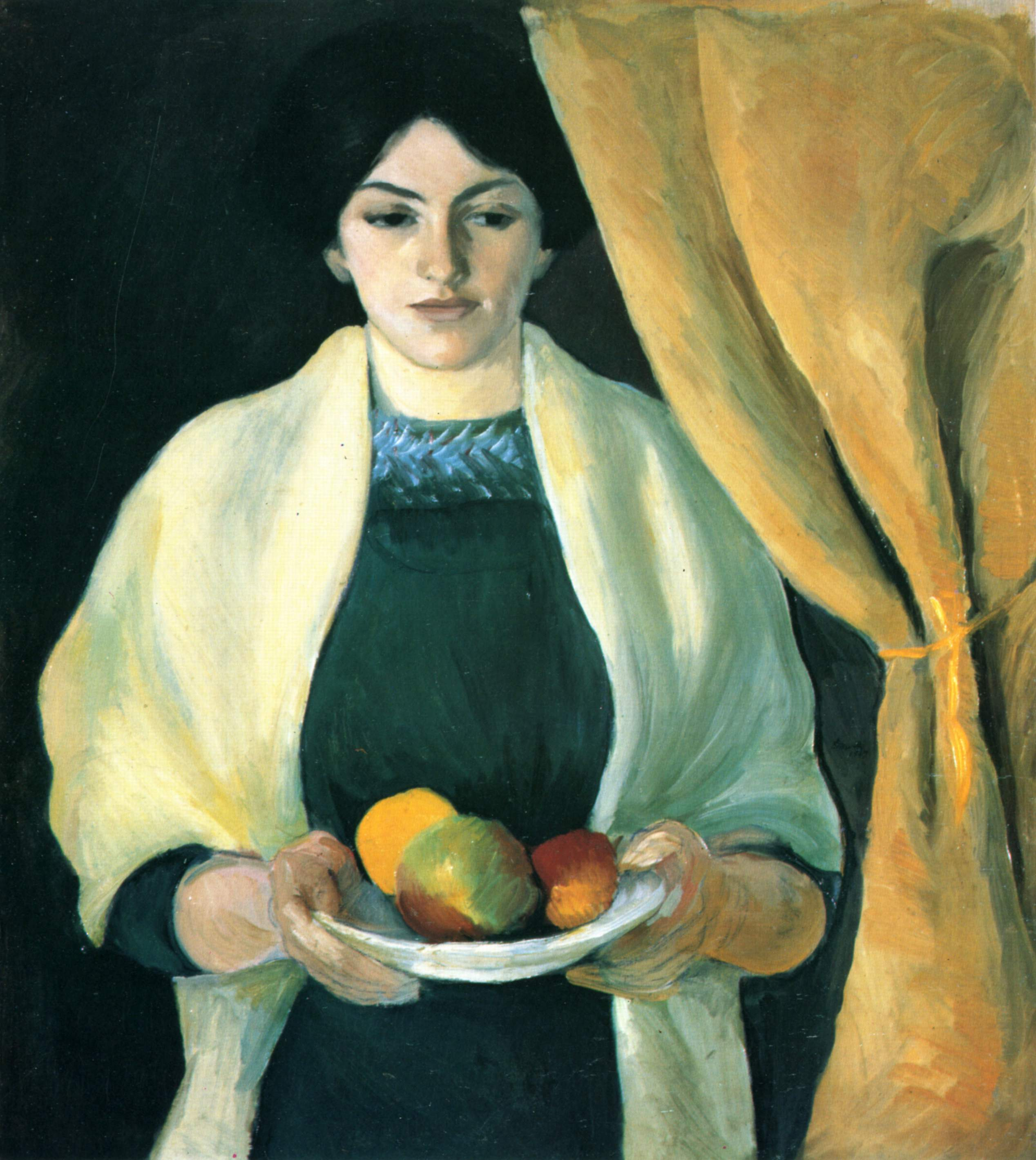
Porträt mit Äpfeln: Frau des Künstlers (1909)

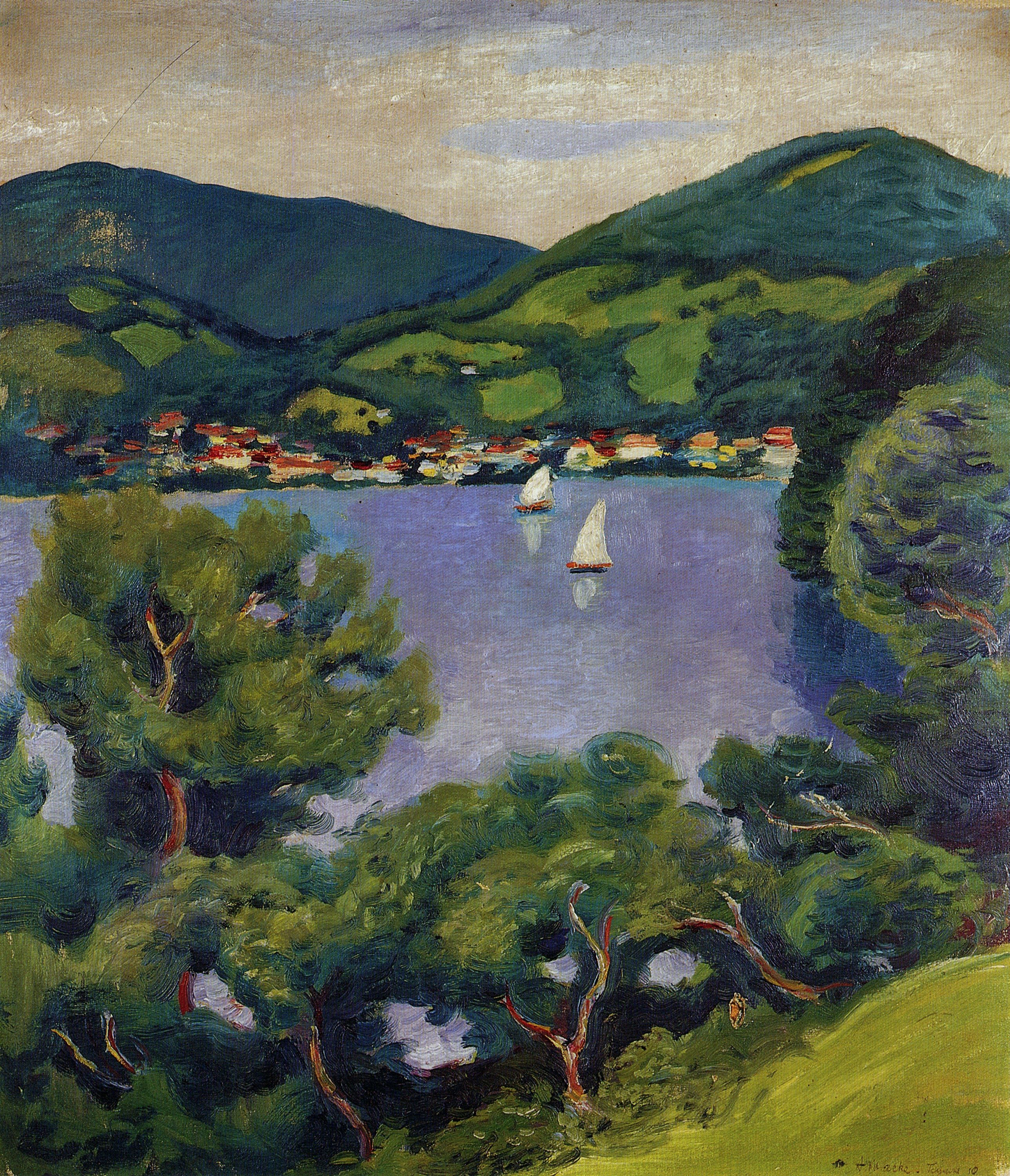
Tegernsee-Landschaft (1910)

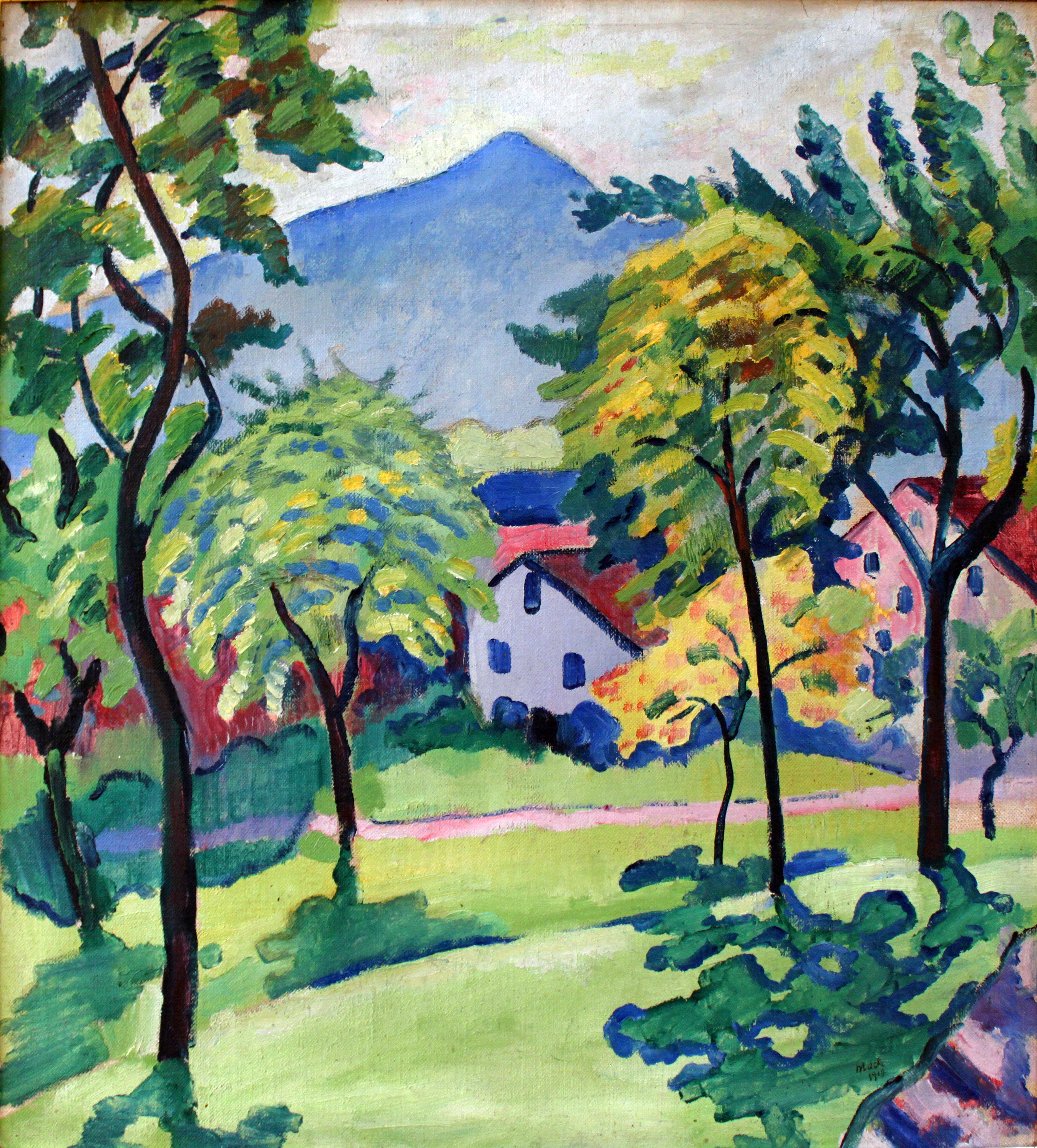
Tegernsee-Landschaft, 1910, Germanisches Nationalmuseum

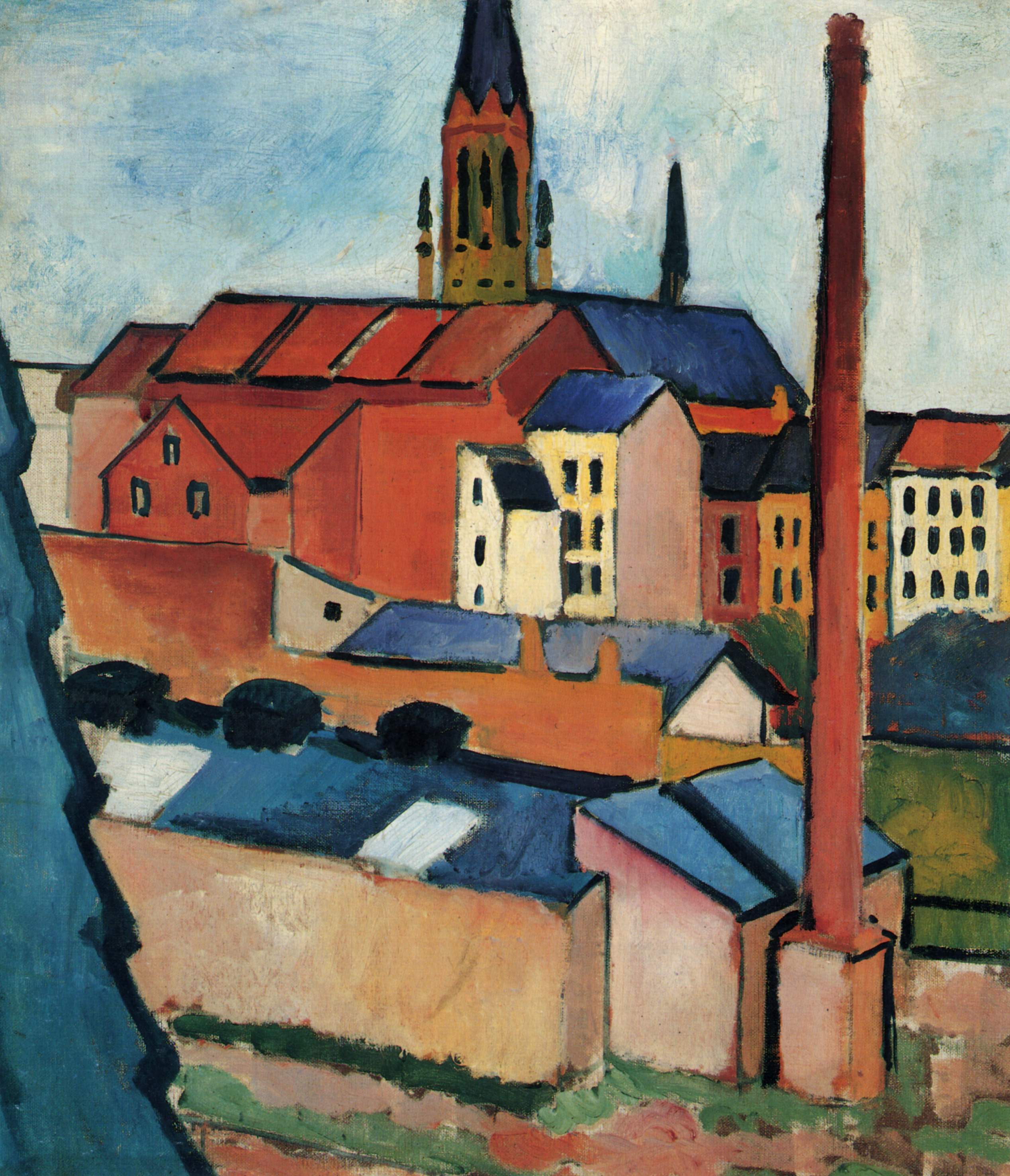
Marienkirche in Bonn mit Häusern und Schornstein (1911)

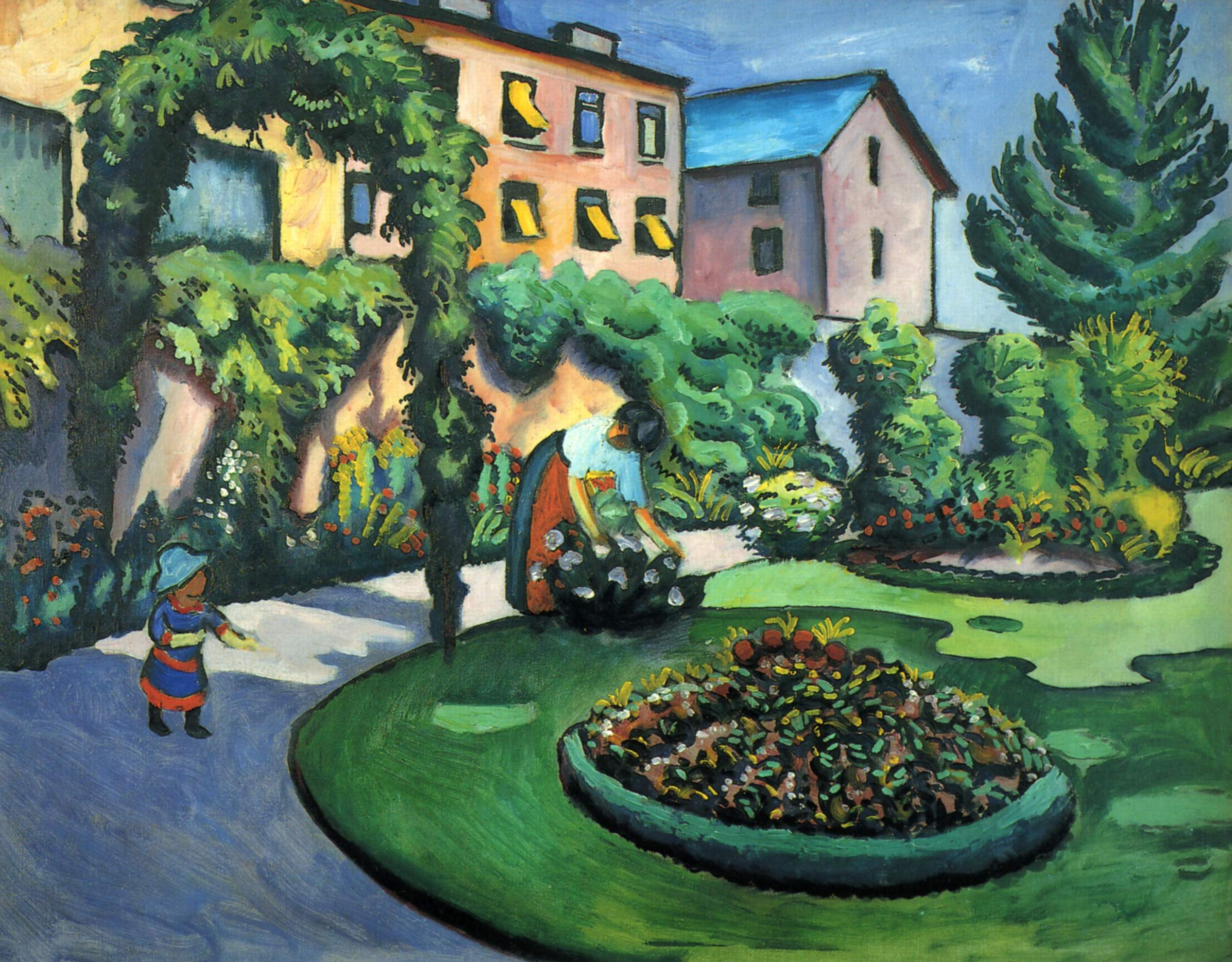
Gartenbild (1911)

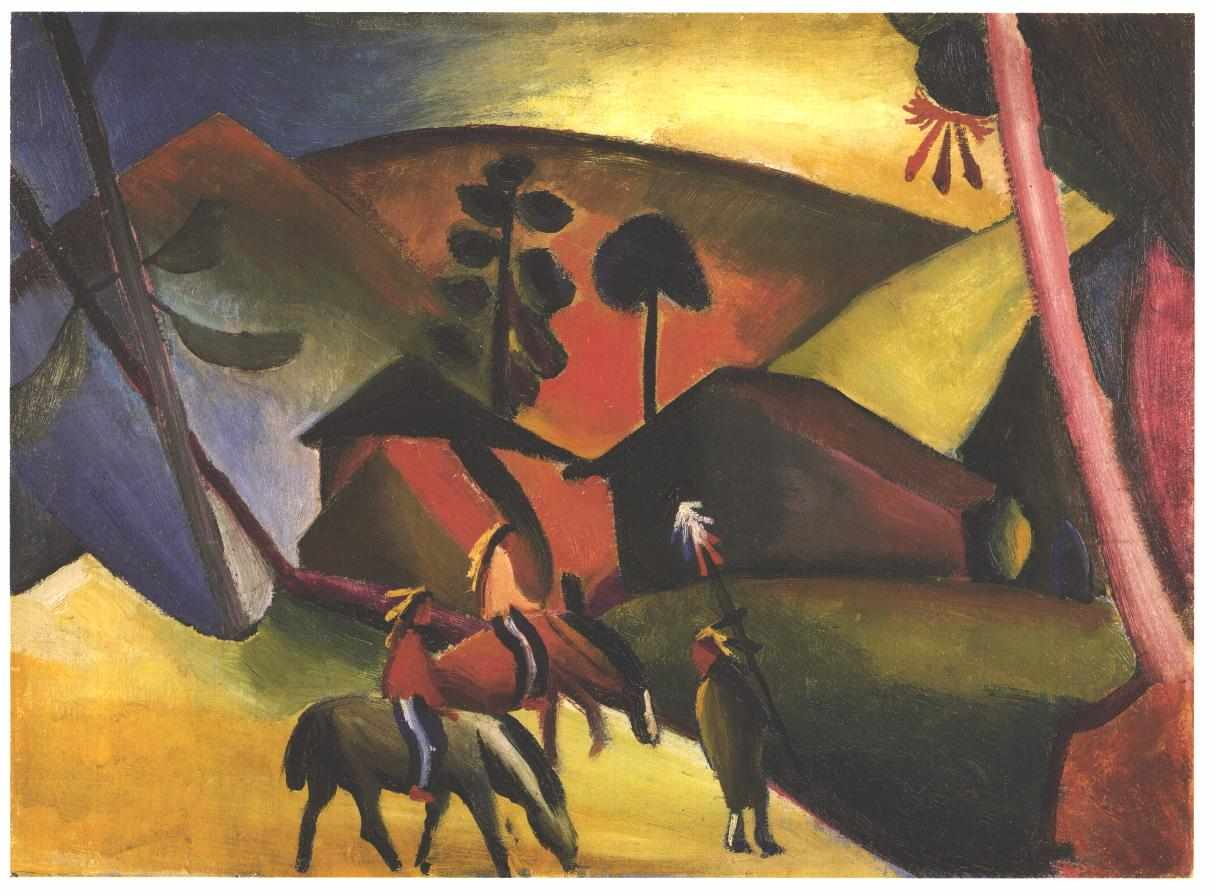
Indianer auf Pferden (1911) war in der ersten Ausstellung des Blauen Reiters vertreten.

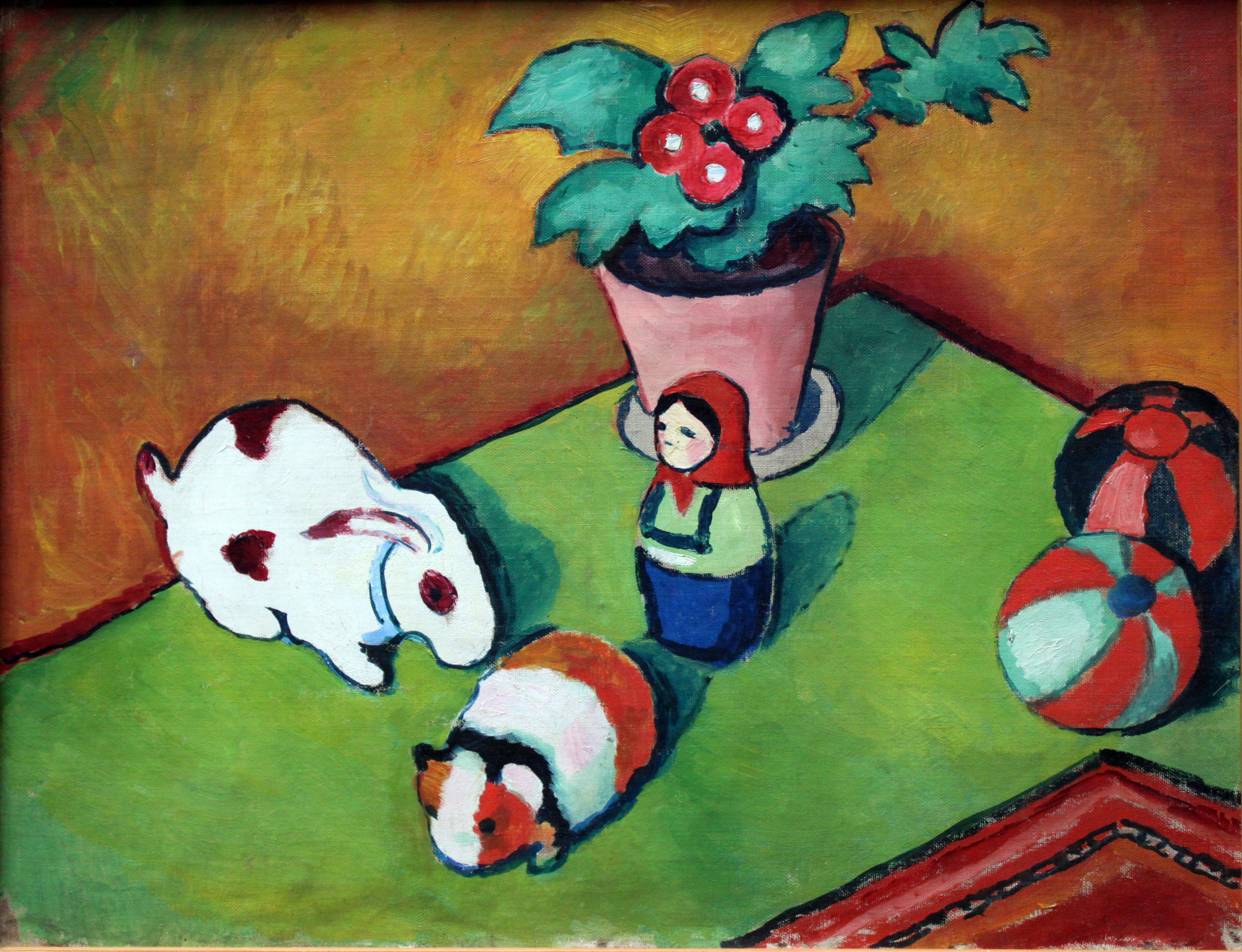
Walterchens Spielsachen, 1912, Städelsches Kunstinstitut

August Macke wurde am 3. Januar 1887 im sauerländischen Meschede geboren. Sein Vater, August Friedrich Hermann Macke (1845–1904), der bereits mit 20 Jahren als Tiefbauingenieur am Bahnbau Heidenheim-Crailsheim-Mergentheim beteiligt war, war zeit seines Lebens in viele Projekte des in dieser Zeit rasch voranschreitenden Eisenbahnbaus eingebunden. Der Eisenbahnbau führte ihn zum Bau der Ruhrtalbahn 1869 nach Meschede. Hier heiratete er Maria Florentine Adolph (1848–1922), eine Tochter des in Velmede ansässigen Bäckermeisters Ernst Adolph und seiner Ehefrau Maria Florentina. Auch August Mackes Vater war musisch und künstlerisch veranlagt: Er zeichnete und sammelte historische Münzen und Stiche.
In den ersten Ehejahren zogen August Friedrich und Maria Florentine Macke mit ihren in dieser Zeit geborenen Töchtern Auguste, Ottilie und Bertha (eine Tochter war schon im Säuglingsalter gestorben) mehrmals um, bis sie für circa ein Jahrzehnt nach Meschede zurückkehrten. In Meschede führte August Friedrich Macke – neben auswärtigen Bauprojekten – zusammen mit seinem Schwager Ludwig Benfer ein Baugeschäft. Nach dem frühen Tod seines Schwagers 1883 führte er das Bauunternehmen allein weiter. 1885 hatte die Familie zwei weitere Todesfälle zu beklagen: Innerhalb von 14 Tagen starben die 5-jährige Tochter Bertha und die 1881 in Meschede geborene Tochter Louise. Zwei Jahre danach wurde am 3. Januar 1887 in Meschede mit August Macke das sechste Kind der Familie geboren.
Bald nach August Mackes Geburt zog die Familie nach Köln, wo er ab 1897 das Gymnasium Kreuzgasse besuchte. Dort lernte er Hans Thuar, einen Nachbarsjungen und Schulkameraden kennen, dem nach einem Unfall beide Beine amputiert wurden. Macke kümmerte sich intensiv um seinen Freund, indem er ihn regelmäßig im Krankenhaus besuchte, mit ihm malte und versuchte, ihn mit humorvollen Zeichnungen aufzumuntern. Er war es auch, der Thuar dazu bewog, Maler zu werden. Die beiden verband eine lebenslange Freundschaft. Thuars Tochter Gisela (* 1914) heiratete Wolfgang Macke (1913–1975), den Sohn August Mackes, der später die erste Monographie über Hans Thuar veröffentlichte und dessen erste Einzelausstellung organisierte.
Nach einem erneuten Umzug, jetzt nach Bonn, wechselte Macke 1900 auf das dortige Realgymnasium. Während seiner Schulzeit bewies er Begabung im Zeichnen und Malen und ein lebhaftes Kunstinteresse. 1903 lernte der 16-jährige Macke auf dem Weg zur Schule seine spätere Frau Elisabeth Gerhardt, die Tochter des Bonner Fabrikanten Carl Gerhardt kennen, die ein Jahr jünger war als er. Unter dem Vorwand, deren Bruder zeichnen zu wollen, besuchte er deren Elternhaus, um sie näher kennenzulernen. Stattdessen zeichnete er die Schwester Elisabeth und schrieb begeistert an seinen Freund Hans Thuar: „Hans, ich habe ein Glück, das ist unglaublich. Ich kann Dir das alles garnicht beschreiben, muß also lakonisch reden. Weib gesehen, reine Zigeunerin.“

### Ausbildung
1904 verließ August Macke gegen den Willen des Vaters die Schule in der Unterprima und begann eine Ausbildung an der Königlichen Kunstakademie Düsseldorf. Bald kritisierte er den starren Lehrplan und vor allem das fortwährende Zeichnen nach Gipsabgüssen. Er besuchte die Akademie nur noch gelegentlich und verließ sie vorzeitig im November 1906. Parallel belegte er 1905 Kurse an der Düsseldorfer Kunstgewerbeschule, die ihm mehr Anregungen vermittelte.
Über den mit ihm befreundeten Wilhelm Schmidtbonn kam Macke in Kontakt mit Louise Dumont und Gustav Lindemann, die am Düsseldorfer Schauspielhaus eine Reformierung des Theaters anstrebten. Mit großer Begeisterung entwarf er 1906 Bühnendekorationen und Kostüme für eine Reihe von Aufführungen. Schmidtbonn beschrieb den damals 19-jährigen Macke: „Er war breit und groß, mit gesundem und lachendem Gesicht. Seine Gestalt, Gesicht, Stimme füllten unser Zimmer ungewohnt aus. […] Mit Kraft und Lebenslust, deren wir selbst genug zu haben dachten, hat er uns überschüttet …“
Auf einer Reise nach Paris 1907 lernte Macke Gemälde des Impressionismus kennen, die ihn tief beeindruckten. Er beschloss daraufhin, bei einem deutschen Impressionisten seine Ausbildung zu ergänzen. Seine Wahl fiel auf Lovis Corinth, der an einer privaten Kunstschule in Berlin Kurse gab. Während des sechsmonatigen Studienaufenthaltes besuchte Macke zudem viele Berliner Museen.
1908 folgte eine Reise nach Italien sowie, zusammen mit Elisabeth Gerhardt und Bernhard Koehler, eine zweite Parisreise. Anlass für diese Reise war der Wunsch Koehlers, seine Sammlung mit Werken des französischen Impressionismus zu ergänzen, wobei August Macke als Berater fungierte.

### Militärdienst und Heirat
Ab Oktober 1908 leistete Macke seinen Wehrdienst als Einjährig-Freiwilliger beim Infanterie-Regiment Nr. 160 in Bonn ab. In der Folge stieg er bis zum Vizefeldwebel auf, avancierte aber nicht zum Reserveoffizier, wie es für dazu geeignete „Einjährige“ im Prinzip vorgesehen war. Eventuell ließ Macke die zu einer Weiterbeförderung notwendige Teilnahme an weiteren, mehrwöchigen Militärmanövern aus.
Nach Beendigung des Militärdienstes heiratete er im Oktober 1909 Elisabeth Gerhardt; seine Braut war schwanger. Die Existenz des Paares war durch Einkünfte gesichert, die Elisabeth Macke aus ihrem väterlichen Erbe erhielt, die ein zwar nicht luxuriöses, aber doch sorgenfreies Dasein ermöglichten. 1910 bzw. 1913 wurden die Söhne Walter und Wolfgang geboren.

### Malerei und Ausstellungstätigkeit
Die Hochzeitsreise führte wiederum nach Paris, wo August Macke Werken der Fauves und der Futuristen begegnete. Im Anschluss daran zog das Ehepaar Ende Oktober auf Einladung Schmidtbonns nach Tegernsee. Zu dem vom Ehepaar bewohnten Staudacherhaus am heutigen Staudacherweg entstanden 1910 mehrere Gemälde Mackes. In Tegernsee wurde am 13. April 1910 der Sohn Walter Carl geboren. Das in der Ruhe und Abgeschiedenheit Oberbayerns verbrachte Jahr wurde für August Macke zu einer besonders produktiven Schaffensphase.
Anlässlich einer Ausstellung lernte er Anfang 1910 Franz Marc kennen. Mit dem sieben Jahre Älteren verbanden ihn bald eine enge Freundschaft und ein reger Gedankenaustausch zu künstlerischen Fragestellungen. Im September 1910 besuchte er eine Ausstellung der Neuen Künstlervereinigung München, wo unter anderem Werke der Fauves und des beginnenden Kubismus gezeigt wurden. Anders als Marc, der der Vereinigung beitrat, hegte Macke Vorbehalte gegen die Malerei der Mitglieder: „[…] es schüttelt mich nicht. Es interessiert mich stark. […] Aber die Ausdrucksmittel sind zu gross für das, was sie sagen wollen.“
Im November 1910 kehrte die Familie nach Bonn zurück und bezog im Februar 1911 ein der Schwiegermutter gehörendes Wohnhaus (Bornheimer Straße 88, heute 96), das heutige August-Macke-Haus. Dort wurde für ihn ein Atelier ausgebaut. In der Bonner Zeit entstanden mehr als 330 Gemälde. Der Bonner Student Max Ernst befreundete sich 1911 mit Macke und beschloss im folgenden Jahr, ermutigt durch die Anerkennung und Förderung durch Mackes Freundeskreis, Maler zu werden.
Zum Gartenbild schrieb seine Frau Elisabeth 1962 in ihren Erinnerungen: „Im Frühjahr war alles in ein Meer von Blüten getaucht. Hinter dem Haus unser großer Garten, Scheune und Gemüsegarten.“
Mitte 1911 beschlossen zwei Mitglieder der Neuen Künstlervereinigung, Wassily Kandinsky und Franz Marc, eine eigene Publikation herauszubringen, den allerdings nur einmal erschienenen Almanach Der Blaue Reiter. Aufgefordert durch Marc beteiligte Macke sich an der Redaktion des Almanachs und steuerte den Aufsatz Die Masken bei; er veranlasste zudem Bernhard Koehler, die Finanzierung sicherzustellen. Als Ende 1911 die Redakteure des Almanachs aus der Künstlervereinigung austraten, um unter dem Namen Der Blaue Reiter eigene Ausstellungen durchzuführen, schloss Macke sich an. In der ersten Ausstellung des Blauen Reiters, die 1911/1912 zunächst in München, dann in Köln, Berlin, Hagen und Frankfurt am Main gezeigt wurde, war Macke mit nur drei Gemälden vertreten, durch die er sich unzureichend repräsentiert fühlte. Sein Verhältnis zum Blauen Reiter war immer ambivalent gewesen; zwar war er zeitweise von Kandinskys Malerei tief beeindruckt, hatte aber Vorbehalte gegen den hohen geistigen Anspruch der Künstler ebenso wie gegen Kandinskys dominante Persönlichkeit. Zwar beschickte er die zweite, von Februar bis April 1912 stattfindende Ausstellung des Blauen Reiters, auf der grafische Arbeiten gezeigt wurden, hatte sich zu diesem Zeitpunkt aber künstlerisch von der Gruppe bereits distanziert. Gemeinsam mit Franz Marc bemalte er nach dessen Vorschlag 1912 eine Wand seines Ateliers mit dem Paradies, das Adam und Eva darstellt.

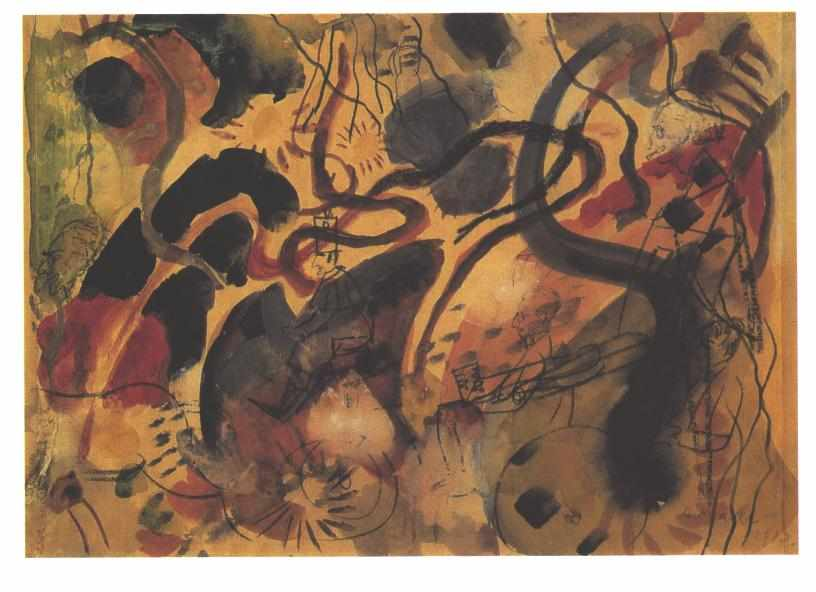
Persiflage auf den Blauen Reiter (1913)

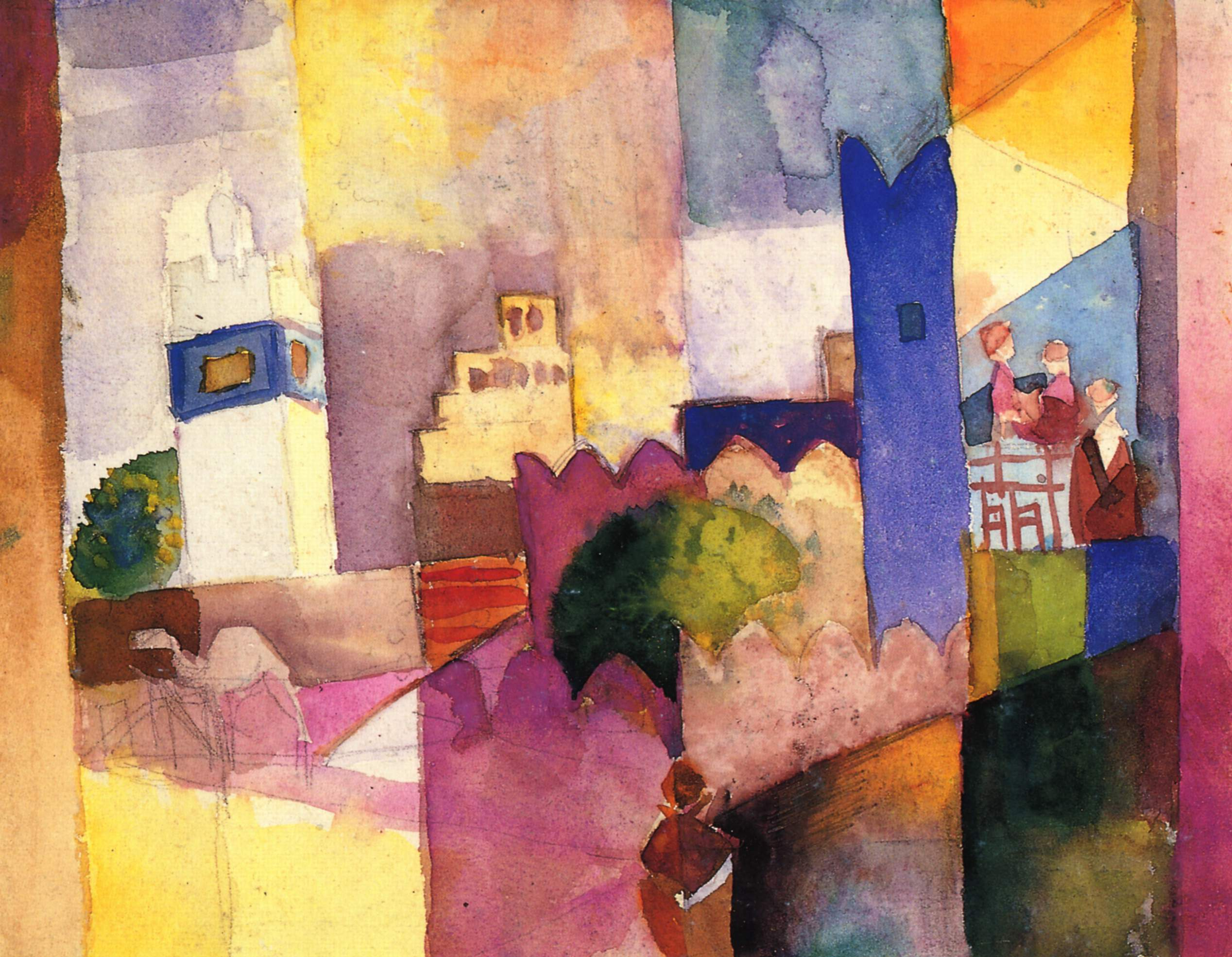
Kairouan (III) (Aquarell, 1914)

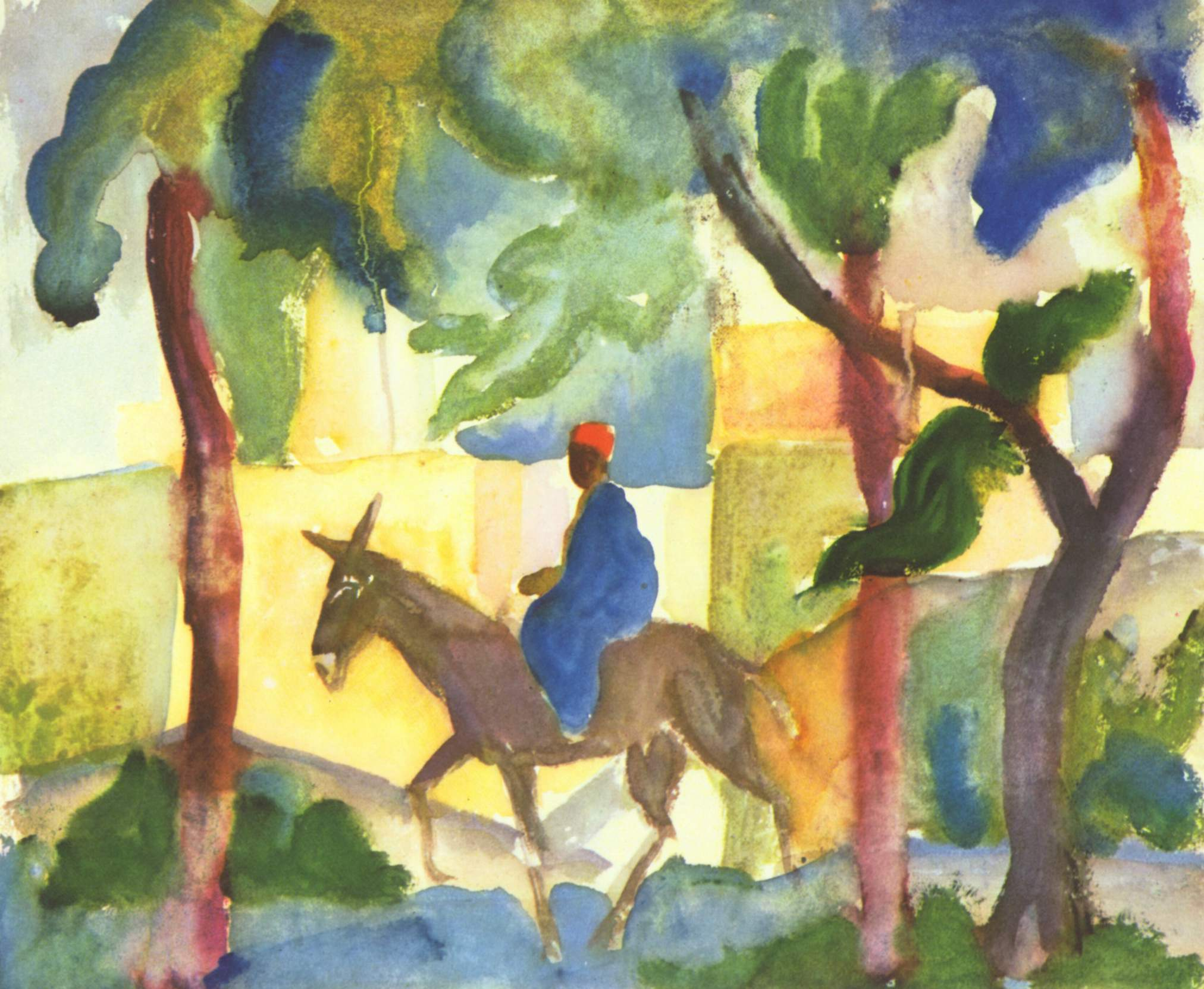
Eselreiter (Aquarell, 1914)

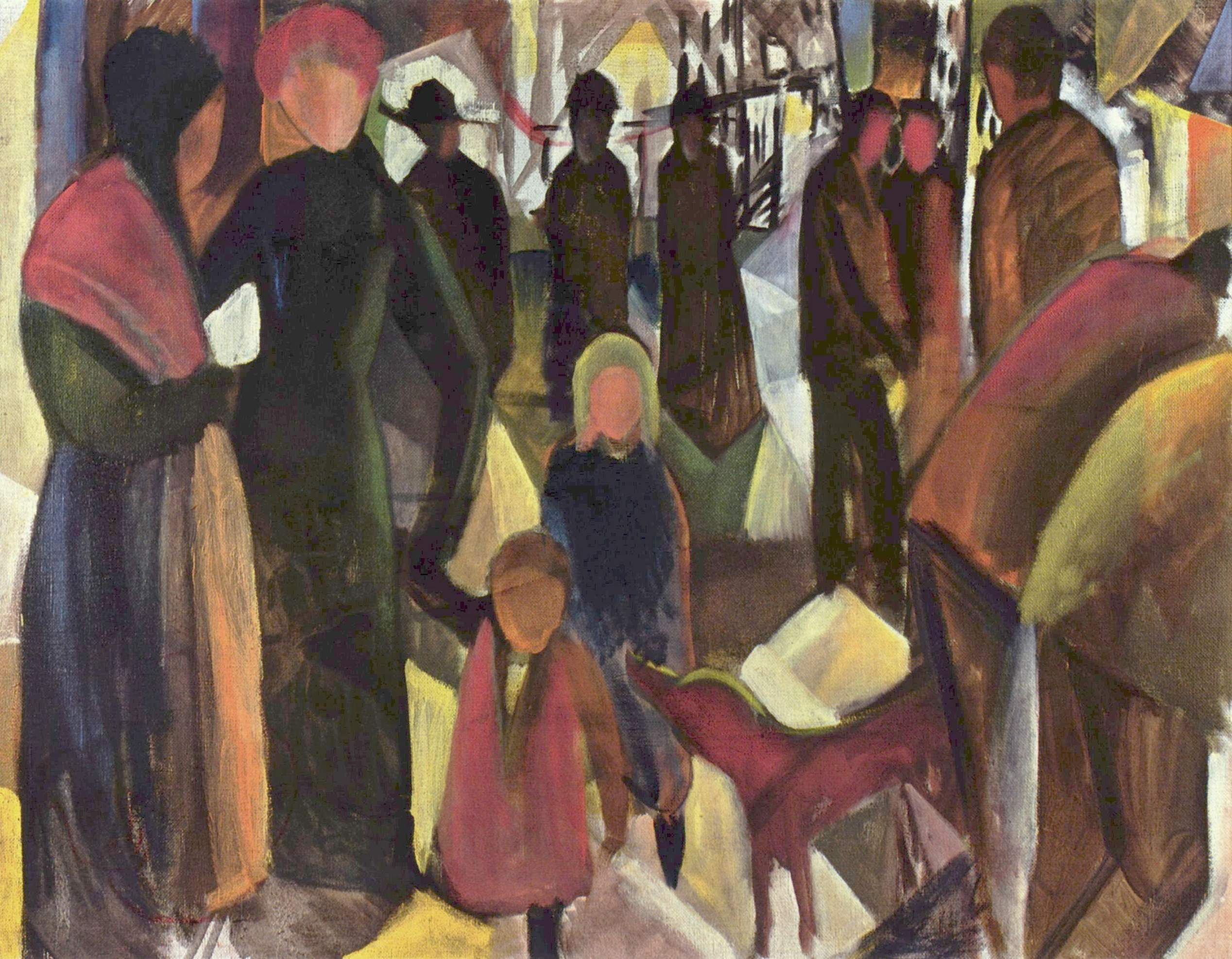
Abschied (1914)

Im August 1912 absolvierte Macke eine Reserveübung auf dem Truppenübungsplatz Elsenborn.
Die drei Bonner Jahre waren für Macke eine Zeit lebhafter Ausstellungstätigkeit. Ausstellungen in namhaften Galerien sorgten dafür, dass sein Ruf über Deutschland hinauswuchs, unter anderem durch Teilnahme an einer Ausstellung von Karo-Bube in Moskau. Darüber hinaus trat er als Organisator bedeutender Ausstellungen in Erscheinung. Er zeigte im Kölner Gereonsklub Werke dort bisher kaum bekannter, avantgardistischer Künstler und setzte sich im Rheinland für die Präsentation des Blauen Reiters ein. 1912 war er Mitglied im Arbeitsausschuss für die Sonderbund-Ausstellung in Köln. Von ihm ging die Initiative aus für die Ausstellung Rheinischer Expressionisten 1913 in Bonn. An der Organisation des Herbstsalons im September 1913 in Berlin war er maßgeblich beteiligt.
In seiner Distanz zum Blauen Reiter riet er seinem Freund Marc, „zu arbeiten, ohne an den ‚Blauen Reiter‘ und an blaue Pferde zu denken.“ Er malte 1913 ein Bild mit dem Titel Persiflage auf den Blauen Reiter. Das Aquarell zeigt links von der Mitte Marc auf dem Kutschbock, Kandinsky rechts daneben vornehm in der Kutsche sitzend sowie rechts oben das Profil von Herwarth Walden. Rechts unten stellt sich Macke klein und unbedeutend dar. Das Bild ist bedeckt von fließenden Linien und Farbflecken und karikiert Kandinskys abstrakten Stil.
Um Abstand zum Kunstbetrieb zu gewinnen und sich in Ruhe auf sein eigenes Werk konzentrieren zu können, übersiedelte Macke mit seiner Familie im Herbst 1913 nach Hilterfingen am Thunersee. In unmittelbarer Nachbarschaft wohnte der Maler Louis Moilliet, den Macke bereits 1909 in der Schweiz kennengelernt hatte. Auch Paul Klee war nicht weit entfernt. In Hilterfingen entstanden die wichtigsten Bilder seines Œuvres.
Im April 1914 wurde der Aufenthalt durch eine gut vierzehntägige Reise gemeinsam mit Paul Klee und Louis Moilliet nach Tunesien unterbrochen. Die Tunisreise kam auf Betreiben von Klee zustande. Dieser wünschte sich eine Studienfahrt, auf der die Maler sich gegenseitig anregen sollten. In Tunesien besuchten sie unter anderem die Orte Karthago, Hammamet, Sidi bou Said und Kairouan. Macke kam von dieser Reise mit einer Fülle von Fotos, Zeichnungen und Aquarellen zurück; einige davon benutzte er in Hilterfingen bzw. später in Bonn als Grundlage für Gemälde. Ab Mai 1914 war Macke im sogenannten „Expressionisten-Saal“, den Adolf Hölzel im Auftrag des Verbandes der Kunstfreunde in den Ländern am Rhein unter der Teilnahme von 24 Künstlern zusammengestellt hatte, mit dem Ölgemälde Fenster vertreten. Kurz zuvor hatte Oskar Schlemmers Neuer Kunstsalon am Neckartor in Stuttgart in einer seiner letzten Veranstaltungen in einer Doppelausstellung Werke von August Macke und Eugen Zeller gezeigt.
In der zweiten Junihälfte kehrte das Ehepaar nach Bonn zurück, wo August Macke sechs Wochen intensiver Arbeit blieben.

### Tod im Ersten Weltkrieg

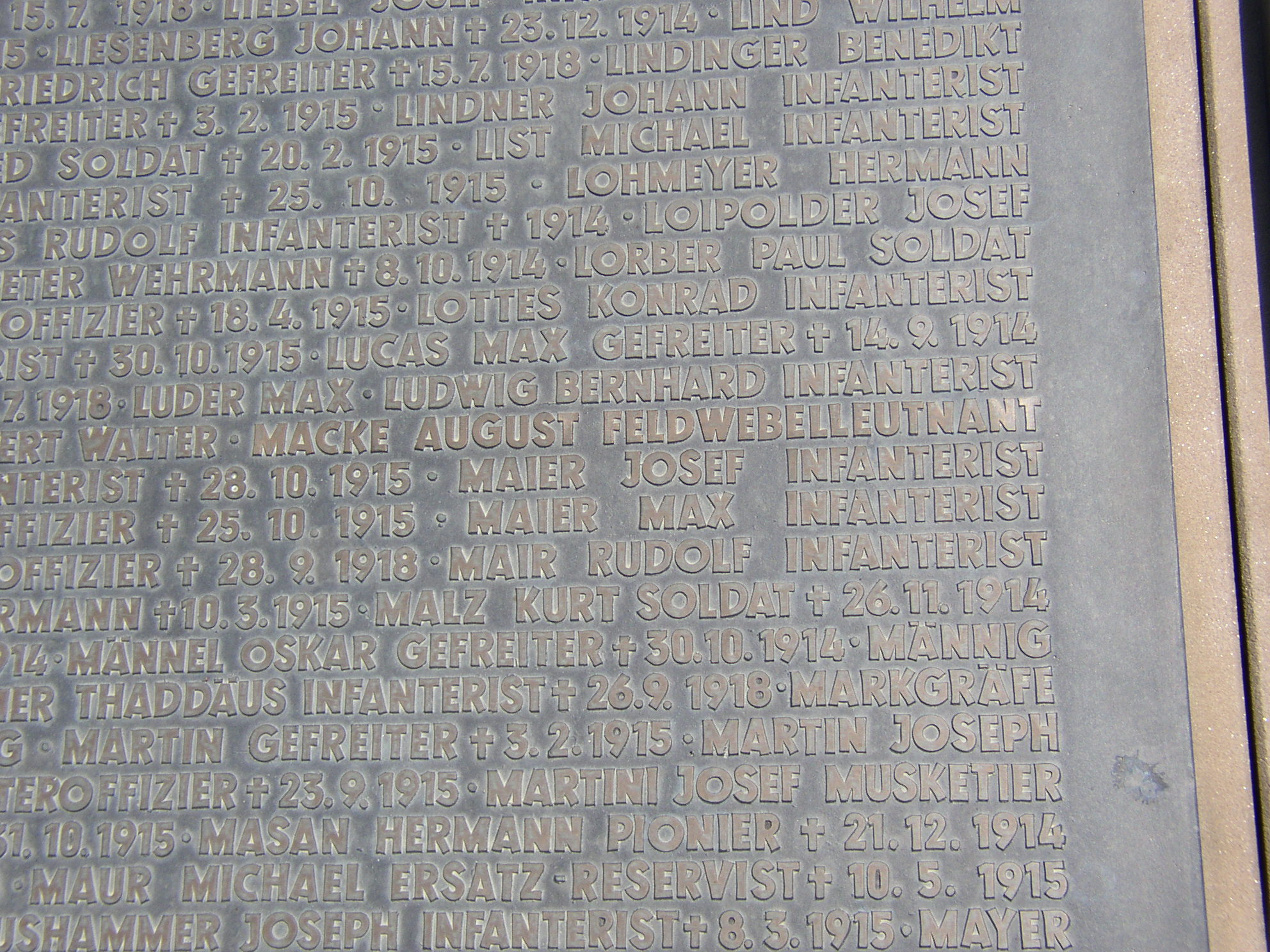
Grabplatte auf dem Sammelgrab in Souain

Bei Ausbruch des Ersten Weltkriegs wurde Macke, als Vizefeldwebel der Reserve, am 1. August 1914 zu seiner Stammeinheit, den „160ern“, eingezogen. Binnen einer Woche gelangte er mit seiner Einheit an die Westfront. Wegen der schweren Verluste im Offizierskorps stieg Macke noch im August zum Offizierstellvertreter und Zugführer auf. Seine anfangs optimistisch-heiteren Briefe aus dem Feld standen bald unter dem Eindruck der Schrecken und der Grausamkeit des Krieges. Seit dem 11. September Kompanieführer, fiel Macke am 26. September 1914 im Alter von 27 Jahren, bei Perthes-lès-Hurlus in der Champagne. Noch eine Woche vor seinem Tod hatte Macke am 20. September das Eiserne Kreuz 2. Klasse erhalten.
Macke ist auf dem Soldatenfriedhof von Souain in einem Sammelgrab begraben.

„Es gibt keinen Willen und ebensowenig einen Willen zum Leben. Sonst hätte August Macke nicht fallen dürfen. Ein Mensch, der so wenig hätte sterben können wie das Ewige, das aus seinen Bildern in die Tage leuchtet. Ein Künstler, der die Sonne ausstrahlte, so, daß es nie Nacht in ihm wurde und jede Finsternis von dem Glanz seines beschwingten Schrittes zurückwich. Er brauchte nicht zu kämpfen, nur die Augen aufzuschlagen und was er sah, gestaltete sich aus ihm zu Kunst. Und als er zu den Waffen griff, traf eine Kugel an ein Gestirn. Doch kein Gestirn wird je verdunkelt. Der Glaube stirbt nicht und der Künstler nicht. Seine Bilder blicken auf uns und verheißen Leben, Leben. Wenn seine Hand sich nicht mehr hebt, damit das wachse, was noch Jugend war, so war seine Jugend unverwelkbare Blüte. Sollen wir klagen, wenn alle Blüten duften. Dürfen wie es. Die vielen Spiele umschlangen ihn und ihn mit uns. Von der Welt herab spielt er mit uns die Erde. Und alle Blüten duften ihm zur Feier.“

Anfang 1915 wurde fälschlich gemeldet, August Macke sei noch am Leben und befinde sich in englischer Kriegsgefangenschaft. Auch der Schriftsteller Wilhelm Schmidtbonn verbreitete diese Nachricht und erwähnte, dass Mackes „junge, schwarzhaarige Frau, fast ein Kind noch“ die Todesmeldung „[t]rotz amtlicher Mitteilung“ von Anfang an nicht geglaubt habe.
Über Mackes Dienstgrad zum Zeitpunkt seines Todes herrscht in der Literatur Uneinigkeit. Ursache sind vermutlich die rasch aufeinander erfolgten Beförderungen des Künstlers. Die Verlustliste vom 10. November 1914 führt ihn als Offizierstellvertreter. Mackes Inschrift auf der, vermutlich in den 1920er Jahren gesetzten, Grabplatte eines Sammelgrabes auf dem Soldatenfriedhof in Souain führt ihn als Feldwebelleutnant, ebenso der Kunsthistoriker Gustav Vriesen, der Macke zudem als Führer der 5. Kompanie des Infanterie-Regiments Nr. 160 nennt. Irritierend ist, dass der Dienstgrad Feldwebelleutnant eigentlich nur für Berufsunteroffiziere bestimmt gewesen war; Macke war als Einjährig-Freiwilliger aber Reserveoffizieranwärter. Das 1939 erstellte Ehrenbuch 1914–1918 der Stadt Bonn und der Universität Bonn, ein Gefallenenverzeichnis von Stadt und Universität, weist Macke als Leutnant der Reserve aus. Vermutlich ist den Angaben des Ehrenbuchs am ehesten zu vertrauen, da es mit großem zeitlichem Abstand zum Ersten Weltkrieg entstand und so auch Fakten berücksichtigen konnte, die älteren Publikationen eventuell noch unbekannt gewesen waren.

## Werk

### Einflüsse und Entwicklung

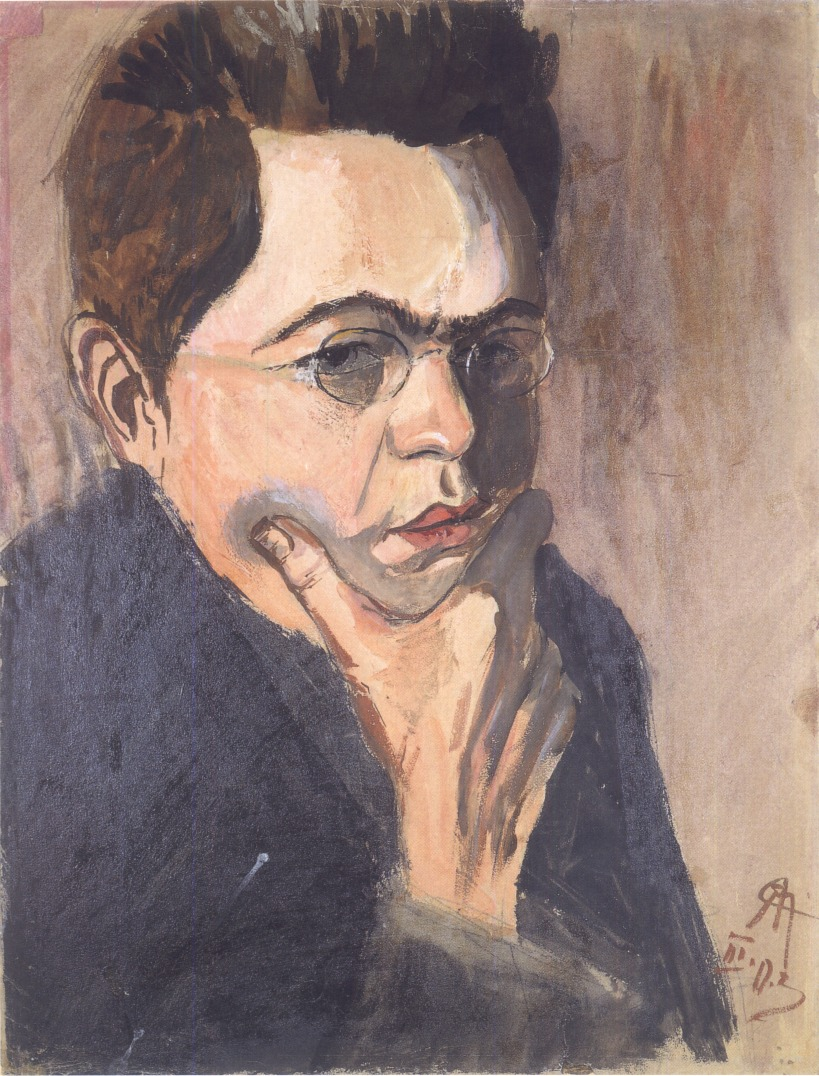
Porträt Hans Thuar (1903)

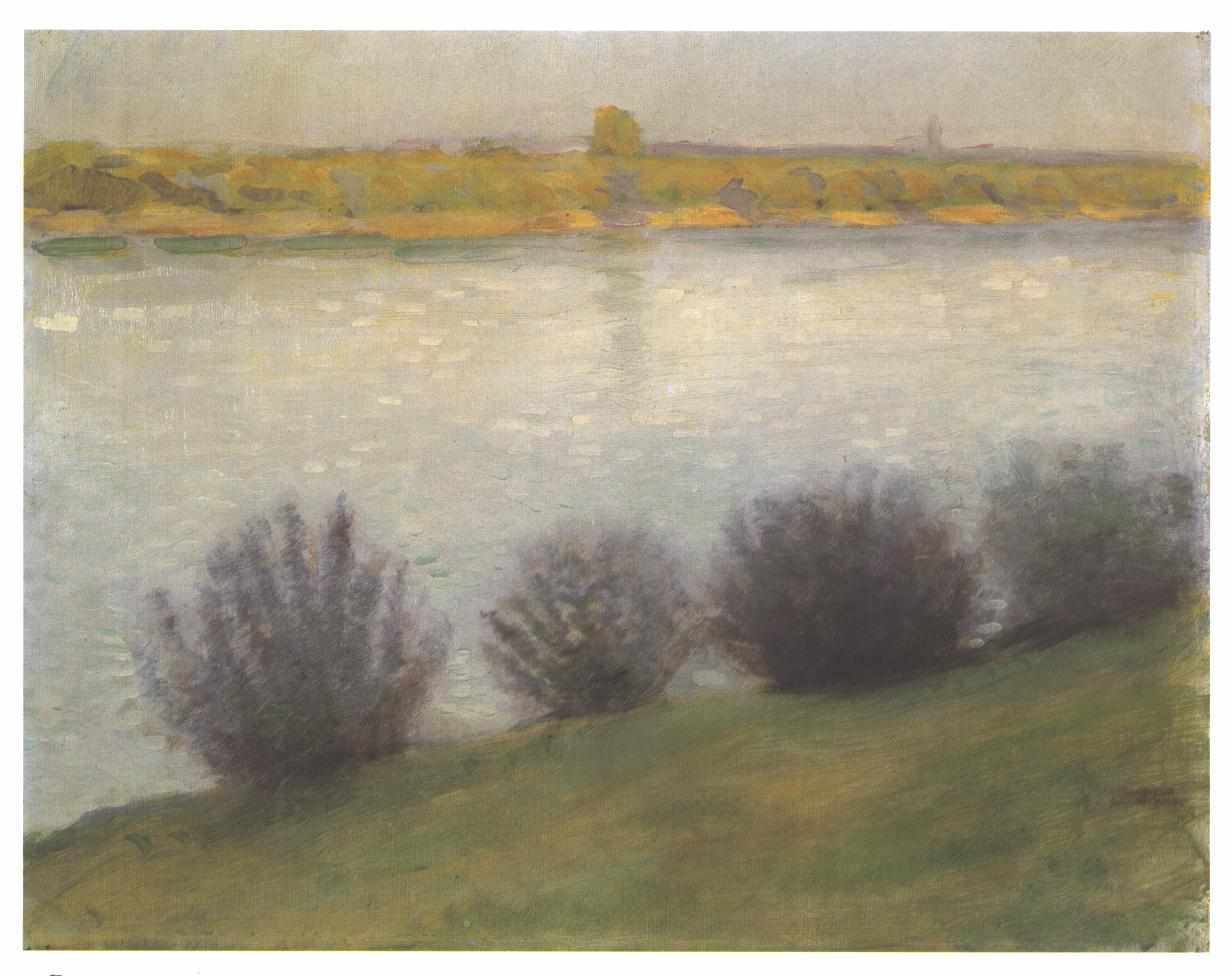
Am Rhein bei Hersel (1908)

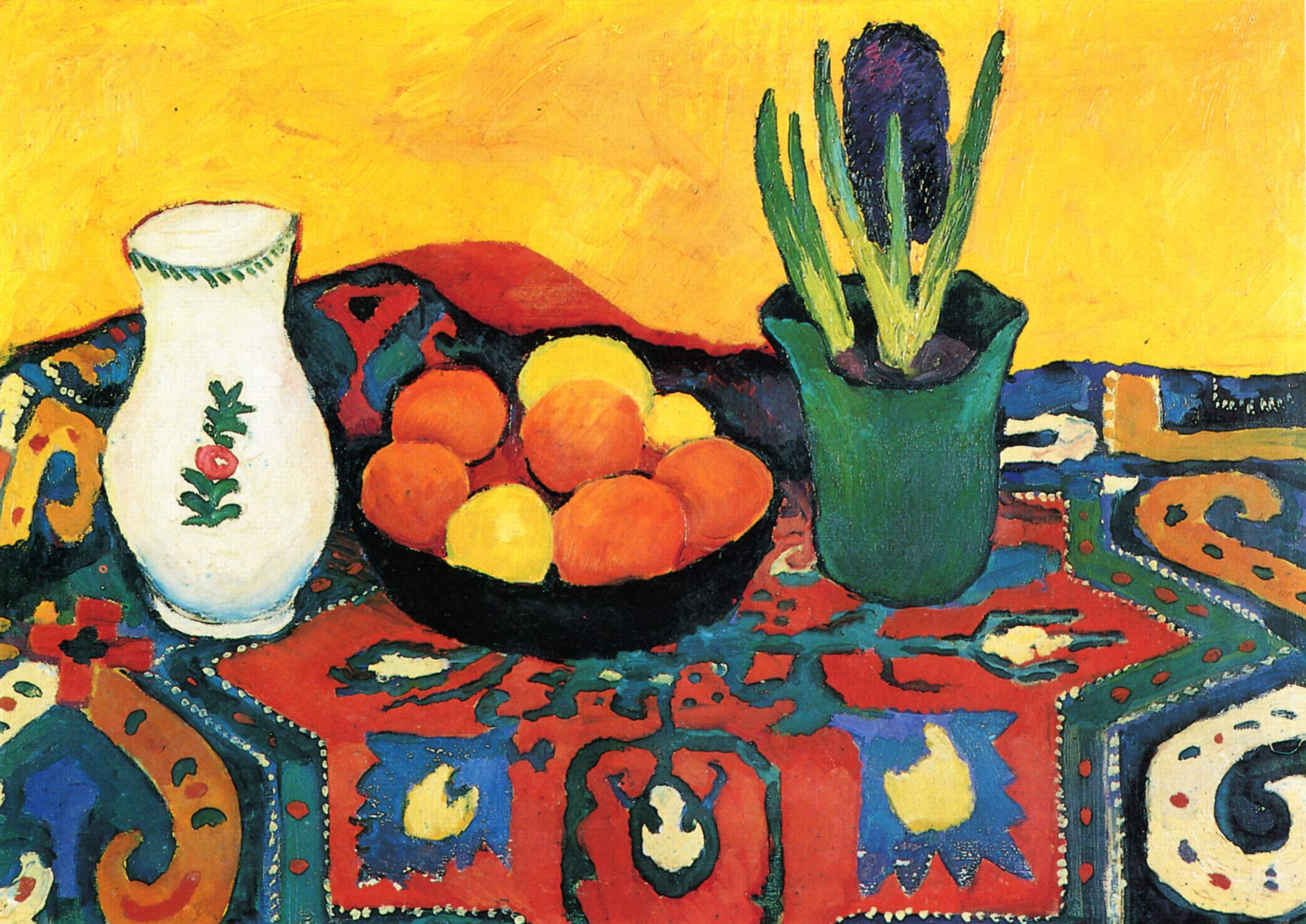
Stillleben: Hyazinthenteppich (1910)

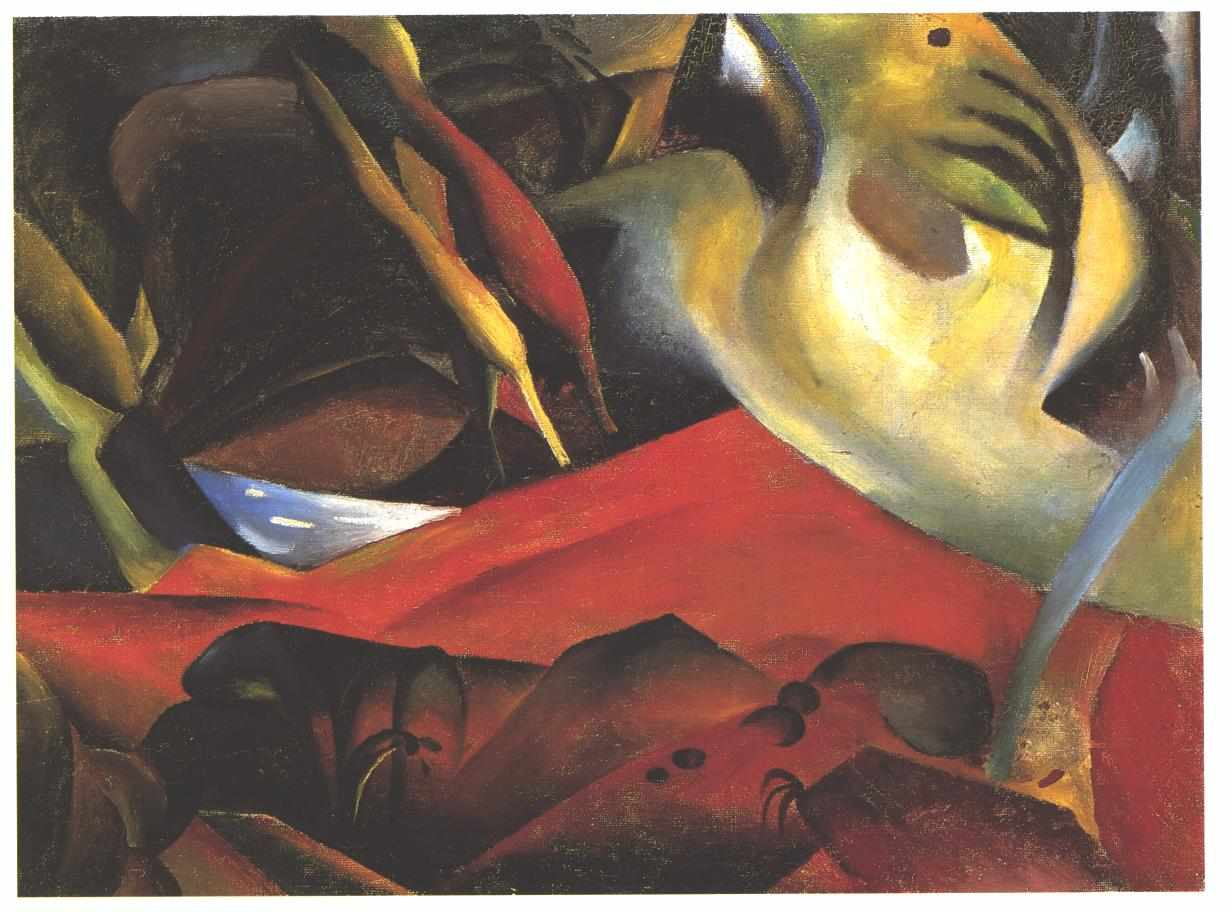
Der Sturm (1911)

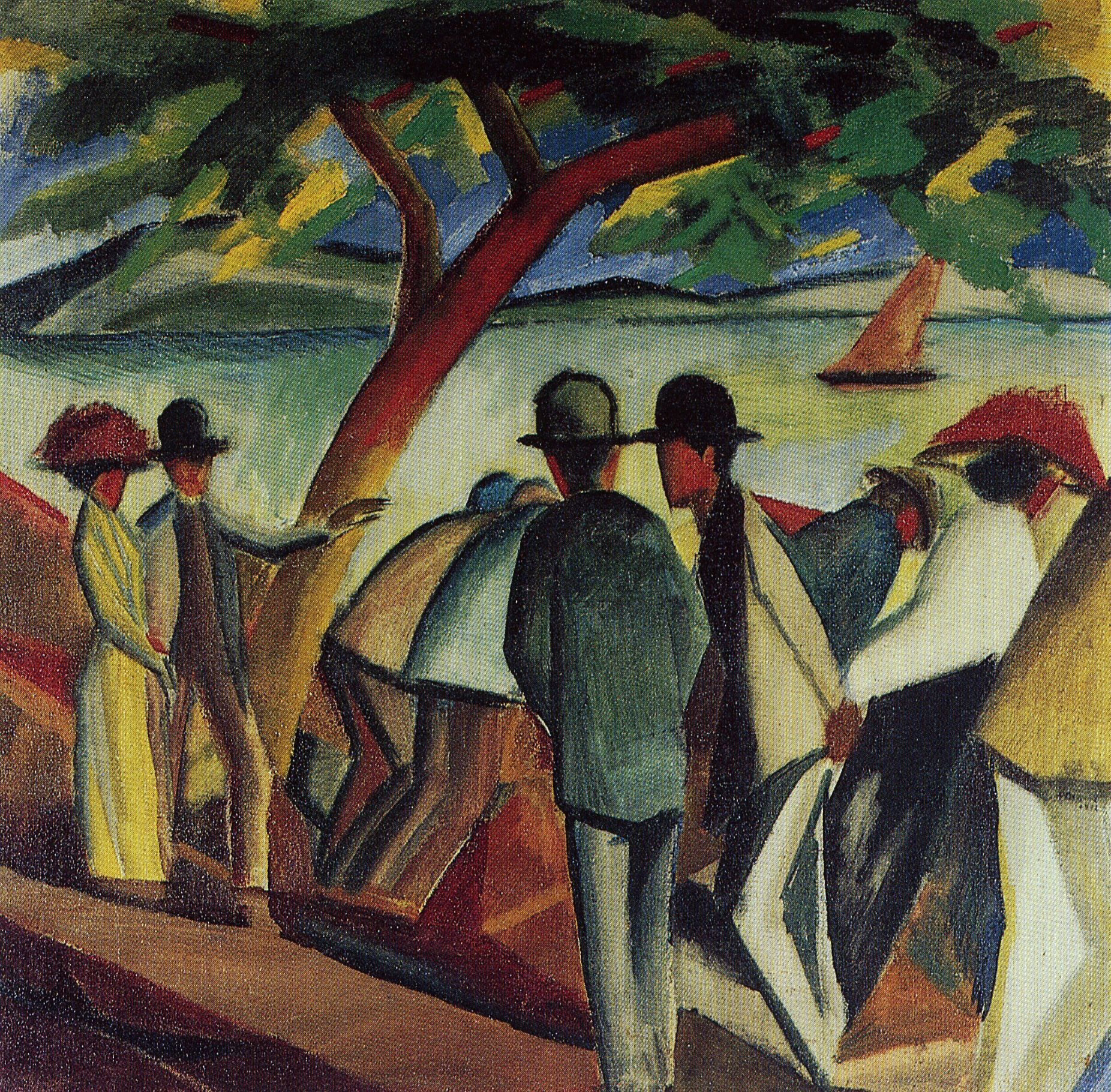
Spaziergänger am See I (1912)

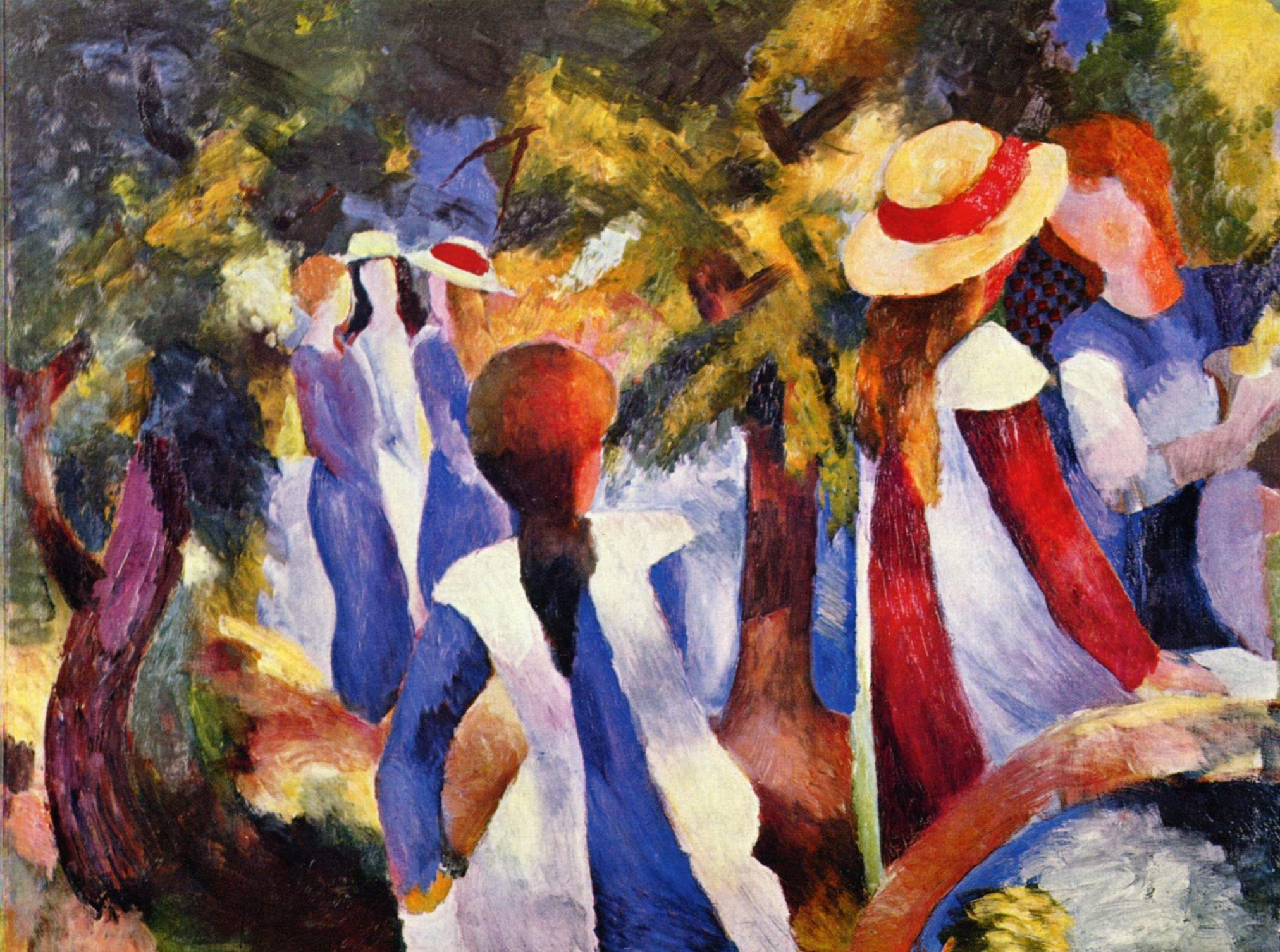
Mädchen unter Bäumen (1914)

August Macke war offen für die vielfältigen künstlerischen Strömungen seiner Zeit und experimentierte in seinen Bildern mit den neuen Malstilen. Aufgrund der wechselnden Einflüsse weist sein Werk trotz der kurzen Schaffenszeit von rund zehn Jahren einen raschen stilistischen Wandel auf.
18-jährig las er Schopenhauers Die Welt als Wille und Vorstellung, was ihn sehr beeindruckte. Das Leben ist, so schrieb Schopenhauer u. a., den Dichtern zuzugeben, ein langer Traum. Diese Traumverlorenheit, diese Paradiesvisionen finden sich auch in den Gesichtern der Gestalten in Mackes Bildern und – zum Teil nur angedeutet – in der gesamten Stimmung der Gemälde wieder.

#### Frühwerk
Zunächst orientierte Macke sich vor allem an der beobachteten Umwelt. Die im Frühwerk sehr zahlreichen Porträts zeigen sein Bestreben, die Persönlichkeit der abgebildeten Personen zum Ausdruck zu bringen. Einige seiner frühen Gemälde stehen unter dem Einfluss von Arnold Böcklin, dessen symbolistische Malerei mit bildnerischen Mitteln Ideen, Gedanken oder Stimmungen auszudrücken sucht. So scheint Mackes Gemälde Herbst (1905) durch Böcklins Herbstgedanken inspiriert. Als Vorbild aus dieser Phase wird Hans Thoma genannt, auf dessen Einsamkeit Mackes Spaziergänger von 1907 zurückgehen.

#### Impressionismus
1907 lernte er, zunächst durch Schwarz-Weiß-Abbildungen sowie Publikationen des Kunsthistorikers Julius Meier-Graefe, auf seiner ersten Parisreise dann im Original, Bilder des französischen Impressionismus kennen. Dies bewirkte einen Schub in seiner künstlerischen Entwicklung. „Ich begreife nicht, dass ich so lange an Böcklin, Thoma’scher Gefühlsmalerei hängen konnte. […] Ich bin sie für immer los“, schrieb er 1907 an seine Freundin Elisabeth. Er wandte nun seine Aufmerksamkeit vom Motiv ab und der Bildwirkung selbst zu, wobei ihn Licht und Farbe, deren Wirkung im Zusammenklang besonders interessierten. Vorübergehend, beispielsweise in dem Gemälde Am Rhein bei Hersel, verwendete er die typisch impressionistische Maltechnik der kleinen, verwischten Pinselstriche. Vor allem aber wirkte sich der Einfluss des Impressionismus auf seine Motivwahl aus. Macke bevorzugte nun alltägliche Motive ohne Symbolgehalt: seine eigene häusliche Umgebung, Gärten, Landschaften, Spaziergänger, Tiere im Zoo.
Mackes besondere Bewunderung unter den impressionistischen Malern galt Édouard Manet. Dessen Vorbild war bei Motivwahl und Bildkomposition dann noch wirksam, als Macke die impressionistische Malweise bereits wieder hinter sich gelassen hatte; so lässt sich das Staudacherhaus am Tegernsee von 1910 auf Manets Landhaus in Rueil zurückführen.

#### Expressionismus
Im Verlauf des Tegernseer Jahres änderte sich Mackes Malweise erneut, diesmal unter dem Einfluss der französischen Fauves, aber auch der deutschen Expressionisten, darunter Mitglieder der Neuen Künstlervereinigung München, wie Franz Marc und Gabriele Münter. Seine Gemälde weisen nun eine leuchtende Farbigkeit und vereinfachte Formen auf, die häufig mit einer dunklen Linie umrandet sind. Die Raumtiefe tritt zugunsten einer flächigen Wirkung zurück, und häufig ist ein Interesse am Ornamentalen zu erkennen. Die zahlreichen Stillleben, die Macke von nun an bis etwa 1912 malte, zeigen den Einfluss des von ihm bewunderten Henri Matisse.
Während seines Kontaktes mit dem Blauen Reiter experimentierte Macke bisweilen mit einer abstrahierenden Malweise nach dem Vorbild von Wassily Kandinsky und Franz Marc. Unter anderem entstand das Gemälde Der Sturm, das im Almanach des Blauen Reiters abgebildet wurde. Macke gab diesen innerhalb seines Gesamtwerks untypischen und ihm nicht gemäßen Malstil im Lauf des Jahres 1912 wieder auf.

#### Reifer Stil
Das Gemälde Spaziergänger am See I (1912) markiert eine entscheidende Wende in Mackes Werk. Scharfkantige, spitzwinklige Formen sind hier in ruckartiger Dynamik gegeneinandergesetzt, die Geschlossenheit der Bildfläche ist aufgelöst. Macke reagierte damit auf die Eindrücke des Frühkubismus mit seinen Vorreitern Pablo Picasso und Georges Braque. Anfänglich übernahm er sogar die für ihn ganz untypische, dunkel-gedämpfte Farbigkeit dieses Malstils. Dagegen sind die prismatischen, sich überlagernden und überschneidenden Elemente, die ebenfalls seit 1912 in Mackes Gemälden und Zeichnungen auftauchen, auf Einflüsse des Futurismus zurückzuführen. Dessen Anliegen war es unter anderem, durch die simultane Darstellung aufeinanderfolgender Vorgänge Geschwindigkeit auszudrücken. Ein Beispiel dafür ist das Große helle Schaufenster von 1912. In der Schaufensterscheibe spiegelt sich das Gewirr der Straße, darunter ein nach links laufendes Pferd, ein nach rechts sich bewegender Droschkenkutscher und oben rechts ein Revolver (möglicherweise ein Plakat). Stark beeindruckt war Macke darüber hinaus von den rhythmisch gegliederten, durch Licht und Farbe bewegten Bildern des mit ihm persönlich bekannten Robert Delaunay. Dessen Einfluss ist von nun an in vielen Gemälden Mackes zu erkennen, so im Modegeschäft (1913).

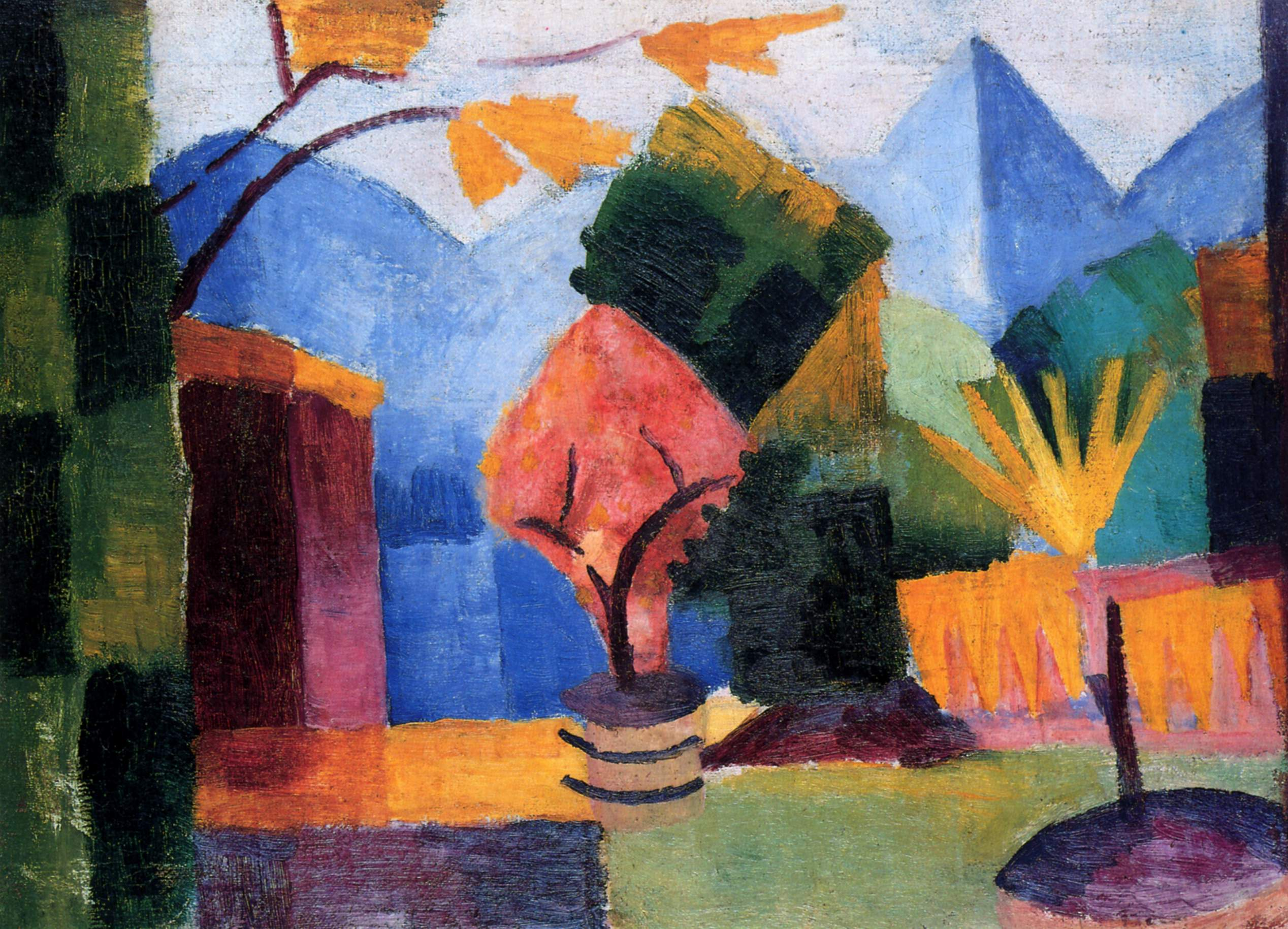
Garten am Thuner See (1913)

August Macke schloss sich keiner dieser Kunstrichtungen vollständig an, sondern entnahm ihnen jeweils die ihm gemäßen Elemente und entwickelte daraus seinen persönlichen, unverwechselbaren Stil. Die Gegenstände werden nun vereinfacht (häufig als geometrische Formen) und der Farbkomposition untergeordnet, dabei wird jedoch die Gegenständlichkeit nicht völlig aufgegeben. Die Farben leuchten, es gibt keine harten Konturen mehr. Beispielhaft zeigt dies der Garten am Thuner See von 1913, eins von Mackes wenigen reinen Landschaftsbildern. Seine wichtigsten Themen hatte der Maler nun gefunden: Frau(en) vor Schaufenster, Spaziergänger im Park, Tiere im Zoo. In vielen der Gemälde herrscht Bewegungslosigkeit; die Menschen sind vom Betrachter abgewandt, oft halten sie den Kopf gesenkt und die Augen geschlossen wie in Meditation. Häufig haftet den Bildern etwas Träumerisches an. Sie zeigen Mackes Vision von einer paradiesischen Welt.

### Macke als Zeichner
Das Zeichnen begleitete August Macke während seiner gesamten künstlerischen Laufbahn. Er hinterließ rund 6000 Skizzenbuch- und ca. 3000 Einzelblattzeichnungen. Zunächst war das Zeichnen für ihn ein Mittel zum Erlernen der Malerei; die Zeichnung half ihm, gestalterische Gesetzmäßigkeiten zu erkennen. „Fast immer habe ich auf der Straße das Skizzenbuch zur Hand, um Bewegungen von Menschen und Tieren allmählich voll beherrschen zu können, denn das lehrt einen kein Professor“, schrieb er 1904 an seine Eltern. Ebenfalls zu Studienzwecken zeichnete er in dieser Zeit zahlreiche Werke anderer Künstler nach. Später nutzte er gezeichnete Vorstudien zur Vorbereitung von Gemälden. Dabei war ihm die Zeichnung ein wichtiges Medium zur Herausbildung seiner malerischen Ausdrucksweise. Hervorgehoben wird Mackes Begabung als Karikaturist.

## Rezeption

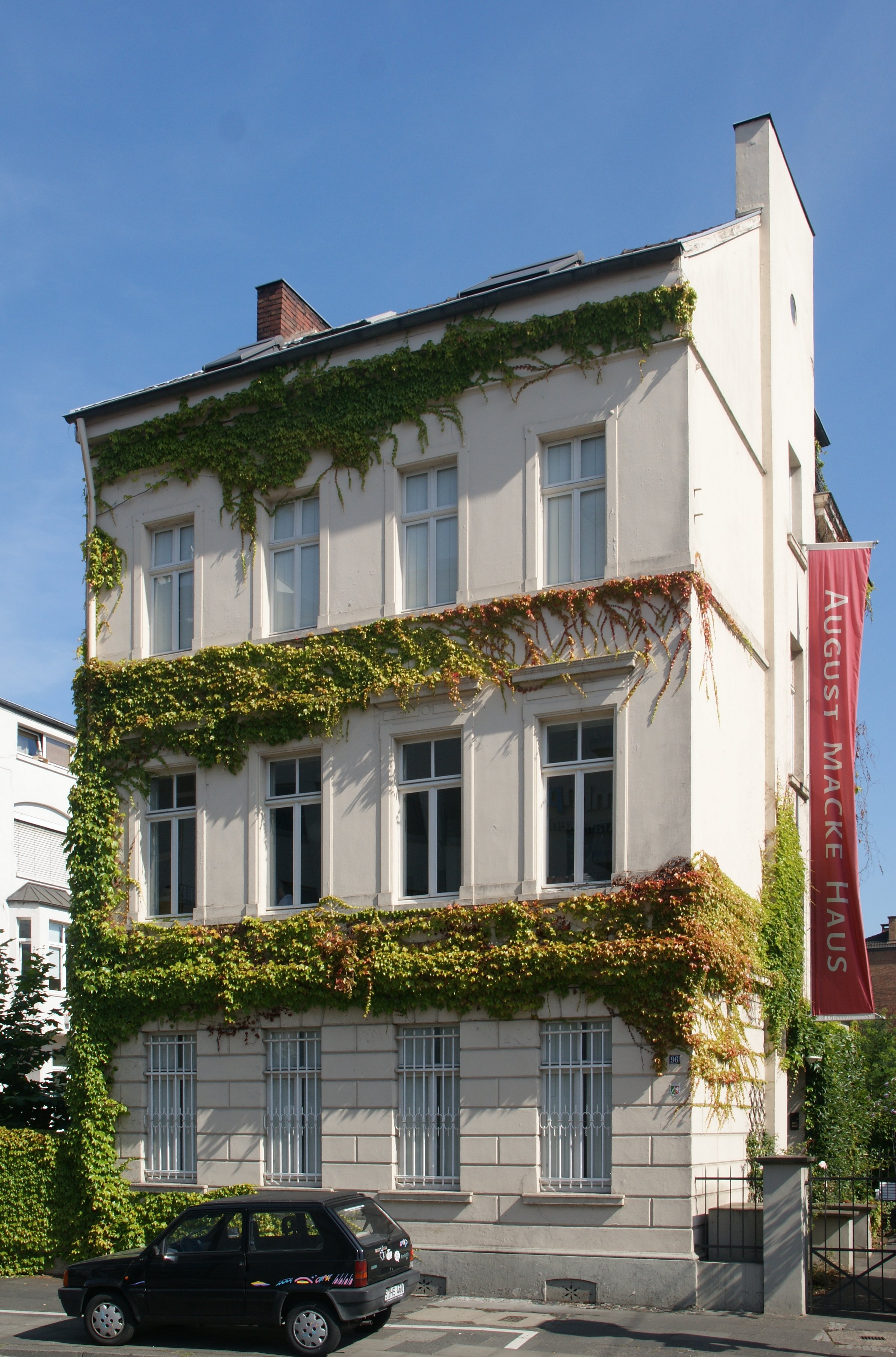
Das August-Macke-Haus

Seit 1911 werden Werke von August Macke regelmäßig auf Ausstellungen gezeigt. Eine Unterbrechung brachte die Zeit des Nationalsozialismus, in der Mackes Gemälde unter das Verdikt der „entarteten Kunst“ fielen und aus öffentlichen Sammlungen entfernt wurden. 1937 wurden Bilder von ihm auf der Ausstellung „Entartete Kunst“ gezeigt, nach einem Protest des Deutschen Offiziersbundes jedoch wieder entfernt (Macke war im Ersten Weltkrieg Offizier gewesen und mit dem EK 1 ausgezeichnet worden). Um welche Bilder und welche Anzahl von Bildern es sich handelte, lässt sich nicht mehr feststellen. 1939 wurde das beschlagnahmte Gemälde Gartenrestaurant (1912) im Rahmen einer von der Regierung in Auftrag gegebenen Auktion ins Ausland verkauft.
Nach dem Zweiten Weltkrieg waren Werke von August Macke unter anderem auf der documenta 1 (1955) und der documenta III (1964) vertreten sowie im Ausland auf Gemeinschaftsausstellungen.
1959 stiftete seine sauerländische Heimatregion den August-Macke-Preis; seit 1989 vergibt die Stadt Bonn alle zwei Jahre die August-Macke-Medaille. Preisträger der August-Macke-Medaille waren unter anderen:
- 1986: Douglas Swan
- 1987: Heide Pawelzik
- 1990: Reinhard Puch
- 1993: Martin Noél
- 1994: Valentina Pavlova
- 1996: Ernemann Sander
- 1997: Douglas Swan
- 1999: Hilla Jablonsky
- 2001: Ulrike Rosenbach
- 2003: Reinhard Puch
- 2008: Dieter Rübsaamen
- 2016: Hans Delfosse[46]
- 2020: Werner Haypeter[47]

1991 wurde in Mackes ehemaligem Wohnhaus in Bonn das Museum August-Macke-Haus eingerichtet.

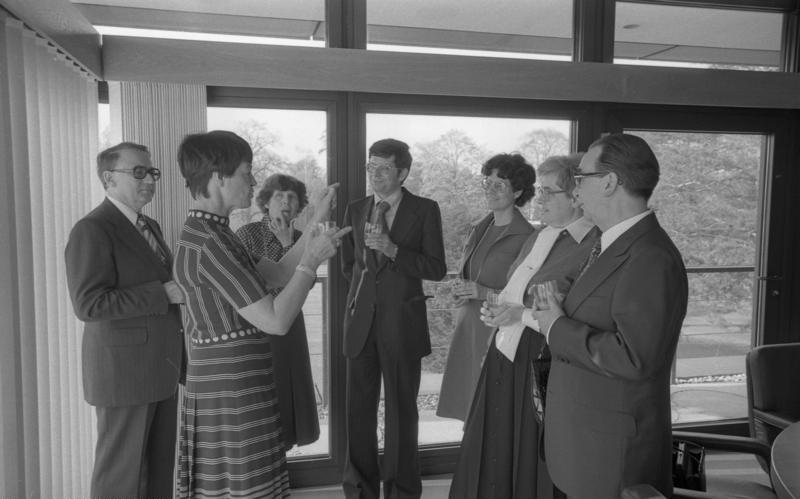
Loki Schmidt mit Nachfahren August Mackes, 1977 im Bundeskanzleramt

Im September 2018 wurde das von Stephan Balkenhol geschaffene Denkmal Hommage an Macke im Bonner Hofgarten enthüllt.
Bedeutende Macke-Sammlungen befinden sich im Kunstmuseum Bonn sowie im LWL-Landesmuseum für Kunst und Kulturgeschichte in Münster, wo der Nachlass betreut und durch ein Digitalisierungsprojekt online zugänglich gemacht wird.
Im Rahmen der Serie „Deutsche Malerei des 20. Jahrhunderts“ erschien im Juni 1992 eine 100-Pfennig-Sonderbriefmarke der Deutschen Bundespost mit dem Motiv Modegeschäft.

## Ausstellungen (Auswahl)
- 6. Juli – 16. September 1962: August Macke. Städtische Galerie im Lenbachhaus und Kunstbau München.[50]
- 24. März – 26. August 2018: August Macke. Flaneur im Garten der Kunst. Stadtmuseum Lindau.
- 10. Februar – 12. Mai 2019: Marc Macke Nolde. Die Stille im Lärm der Zeit. Meisterwerke aus der Sammlung Ziegler. Moritzburg (Halle (Saale))
- 6. März – 17. Juni 2019: Franz Marc / August Macke. L'aventure du Cavalier bleu Musée de l’Orangerie, Paris
- 1. September – 8. Dezember 2019: August Macke ganz nah. Sauerland-Museum, Arnsberg[51]
- 30. Oktober 2020 – 9. Mai 2021: August Macke. Paradies! Paradies? (100 Jahre nach der ersten großen Macke-Ausstellung an gleicher Stelle im Museum Wiesbaden)[52]
- 28. Mai – 5. September 2021: August und Elisabeth Macke. Der Maler und die Managerin. LWL-Museum für Kunst und Kultur, Münster